# Лонья-Требеж
Ло́нья-Тре́беж (хорв. Lonja-Trebež) — река в Хорватии, левый приток Савы. Длина реки — 133 км, площадь бассейна — 5944 км² Принадлежит бассейну Дуная и Чёрного моря.
Основные притоки — Чесма, Илова, Пакра и Зелина. На Лонье расположен город Иванич-Град и несколько посёлков.
Лонья берёт начало в восточных отрогах хребта Иваншчица неподалёку от города Нови-Мароф. В верхнем течении течёт по холмистым отрогам Иваншчицы и Калника, в нижнем течении входит на низменную территорию по левому берегу Савы ниже Сисака, где образован природный парк Лоньско поле. Река здесь имеет чрезвычайно извилистое русло, дробится на рукава, образует многочисленные старицы. В период весеннего половодья на Саве всё Лоньско поле уходит под воду.
В Лоньском поле река разделяется на два основных рукава. Первый, носящий имя Стара-Лонья, впадает в Саву около деревни Лонья, второй, более длинный (по нему считается общая длина реки), называется Требеж и впадает в Саву пятью километрами ниже Стара-Лоньи.